# فریتون اند سنت اولاوز
فریتون اند سنت اولاوز (به انگلیسی: Fritton and St Olaves) یک روستا و محله مدنی در بریتانیا است که در Great Yarmouth واقع شده‌است. فریتون اند سنت اولاوز ۷٫۶۳ کیلومتر مربع مساحت و ۵۲۴ نفر جمعیت دارد.